# Nazarij Muravs'kyj
Nazarij Volodymyrovyč Muravs'kyj (in ucraino Назарій Володимирович Муравський?; Kašperivka, 3 febbraio 2000) è un calciatore ucraino, difensore dell'LNZ Čerkasy.

## Carriera

### Club
Cresciuto nel settore giovanile dello Šachtar, il 19 febbraio 2020 viene ceduto in prestito al Mariupol', con cui esordisce fra i professionisti il 29 febbraio seguente, disputando l'incontro di Prem"jer-liha perso per 4-0 contro il Desna Černihiv. Rientrato alla base nell'estate del 2020, il 5 febbraio 2022 viene acquistato a titolo definitivo dal L'viv.

### Nazionale
Ha giocato nelle nazionali giovanili ucraine Under-18, Under-19 ed Under-21.

## Statistiche

### Presenze e reti nei club
Statistiche aggiornate al 27 novembre 2022.
| Stagione         | Squadra          | Campionato       | Campionato | Campionato | Coppe nazionali | Coppe nazionali | Coppe nazionali | Coppe continentali | Coppe continentali | Coppe continentali | Altre coppe | Altre coppe | Altre coppe | Totale | Totale |
| Stagione         | Squadra          | Comp             | Pres       | Reti       | Comp            | Pres            | Reti            | Comp               | Pres               | Reti               | Comp        | Pres        | Reti        | Pres   | Reti   |
| ---------------- | ---------------- | ---------------- | ---------- | ---------- | --------------- | --------------- | --------------- | ------------------ | ------------------ | ------------------ | ----------- | ----------- | ----------- | ------ | ------ |
| feb.-giu. 2020   | Mariupol'        | PL               | 2+6        | 0          | CU              | 1               | 1               |                    | -                  | -                  |             | -           | -           | 9      | 1      |
| 2020-2021        | Mariupol'        | PL               | 6          | 0          | CU              | 2               | 0               |                    | -                  | -                  |             | -           | -           | 8      | 0      |
| Totale Mariupol' | Totale Mariupol' | Totale Mariupol' | 8+6        | 0          |                 | 3               | 1               |                    | -                  | -                  |             | -           | -           | 17     | 1      |
| feb.-giu. 2022   | L'viv            | PL               | 0          | 0          | CU              | -               | -               |                    | -                  | -                  |             | -           | -           | 0      | 0      |
| 2022-2023        | L'viv            | PL               | 14         | 0          |                 | -               | -               |                    | -                  | -                  |             | -           | -           | 14     | 0      |
| Totale L'viv     | Totale L'viv     | Totale L'viv     | 14         | 0          |                 | -               | -               |                    | -                  | -                  |             | -           | -           | 14     | 0      |
| Totale carriera  | Totale carriera  | Totale carriera  | 28         | 0          |                 | 3               | 1               |                    | -                  | -                  |             | -           | -           | 31     | 1      |